# 양육비 해결하는 사람들
양육비 해결하는 사람들, 구 배드파더스는 2018년 7월 전직 영어강사 구본창이 개설한 대한민국의 웹사이트다. 자녀의 양육비를 지급하지 않는 양육비 지급 미이행자들의 신상정보를 공개하여 양육비 지급을 촉구한다. 사이트명은 아빠(fathers)만을 명시하고 있지만 성별에 관계없이 양육비를 지급하지 않는 사람들의 신상정보를 공개하고 있다. '배드파더스'라는 이름이 남성을 차별하며, 이 사이트가 여성의 신상은 소극적으로 공개한다는 지적이 있었으나, 양육비 피해자의 90% 이상이 여성이기에 사이트 이름을 '배드파더스'로 지었다고 밝혔다.
배드파더스 사이트는 아동의 생존권 보호를 목표로 양육비 미지급의 문제를 해결하려는 시도를 했었다. 양육비를 지급하라고 법원에서 판결을 했음에도 불구하고, 양육비를 지급하지 않는 아빠/엄마들의 신상을 공개한 뒤, 미지급된 양육비를 해결하면 신상공개된 것을 삭제하는 방식으로 양육비 미지급의 해결을 촉구하였고, 또 양육비 이행강화를 위한 법안제정을 촉구했었다.
여기에 오르는 양육비 미지급자 중 정말로 형편이 어려워서 못 주는 사람은 없다고 한다. 공개하기 전에 자세히 조사하고, 상대 입장을 들어보거나 올리겠다고 경고하는 조치를 미리 하기 때문이다. 돈이 없기는커녕, 오히려 상당한 부자면서 일부러 떼먹는 사람들이 더 많다.
배드파더스 사이트의 오픈 뒤 양육비 피해자들이 미지급해결을 촉구하는 목소리를 내기 시작했고, 양육비 문제의 해결을 위한 시민단체들이 국회와여가부에 양육비 이행력을 강화할 법안의 제정을 촉구하는 시위를 지속적으로 했었다.
그 결과로 양육비 이행력을 강화하는 법안들이 제정되었고 양육비 피해자들이 이 법안으로 양육비미지급의 문제를 해결할 수 있을 것이라 기대하고 배드파더스 사이트는 2021년 7월에 법안이 시행된 뒤 여가부의 신상공개가 시작되는 시점에 맞추어 2021년 10월 사이트 문을 닫았다.
그러나 양육비 미지급자의 사진을 제외한 신상공개가 실효성을 거두지 못하자 2021년 10월에 문을 닫았던 '배드파더스 사이트'는 2022년 2월 18일 양육비 안 주는 사람들(양안들)로 이름을 바꾸어 재오픈하여 운영하고 있다.

## 배경
전직 영어강사인 구본창은 2018년 11월 이투데이와의 인터뷰에서 '배드파더스' 설립 동기를 밝혔다. 구본창은 돈이 있음에도 양육비를 주지 않는 남자들을 '배드 파더'라고 부르며, 이들의 숫자가 100만명에 달한다고 진술했다. 구본창은 양육비이행관리원이 조치를 이행하기에는 시간이 걸린다는 점을 지적하며, 제보를 받아 양육비를 지급하지 않는 사람들의 신상을 게재하는 사이트를 만들었다고 인터뷰했다.

## 역사
2018년 7월 양육비를 안 주는 부모들의 신상 정보를 배드파더스 누리집에 공개하기 시작했다.
2020년 12월, 양육비 이행법(양육비 이행확보 및 지원에 관한 법률 개정안)이 국회를 통과하는 데 기여했다. 개정안은 양육비 지급 미이행자가 또다시 1년 이내에 양육비를 지급하지 않을 경우 형사처벌(1년 이하의 징역 혹은 1000만원 이하의 벌금)의 대상이 될 수 있도록 한다. 해당 법안의 통과 이후 배드파더스 측은 법이 시행되면 사이트를 폐쇄하겠다는 입장을 밝혔다. 법 시행 후 최소 3개월은 걸릴 것이라며 2021년 10월까지는 사이트를 유지하겠다고 밝혔다.
2021년 2월, 평택 캠프 험프리스 동창리 게이트 앞에서 위장전입한 양육비 미지급자를 찾는 시위를 진행하는 등 오프라인에서도 활동을 이어갔다.
2021년 3월을 기준으로 780건이 넘는 양육비 미지급 사건을 해결했으며 그 중 온라인에 신상을 공개하여 해결한 사례가 약 200건, 신상 공개 전 사전 통보를 통해 해결된 것이 500건 정도다.
2021년 5월, JTBC의 드라마 '로스쿨'에 양육비 미지급 부모의 신상정보를 공개하는 '배드파마' 사이트의 운영자가 명예훼손으로 고소당하여 이를 주인공이 돕는 에피소드가 방영되었다. 작중 '배드파마'의 구체적인 설정이 배드파더스를 연상시킨다.

## 신상정보 공개 절차
언론과의 인터뷰 및 배드파더스 홈페이지에 따르면 신상정보 공개 절차는 다음과 같다.
1. 양육비 지급 의무를 이행하지 않는 '나쁜아빠/엄마/코피노 아빠' 제보 접수
2. ‘법원의 판결문’, ‘공증 각서’등을 통한 사실관계의 확인
3. 제보자의 신분증 확인 통한 제보자 신원 확인[9]
4. 양육비 미지급자에게 연락해 양육비를 지급하였거나, 급 의사가 있는지 확인
5. 두 달 이상 양육비를 지급하지 않았고, 양육자와 협의 되지 않은 경우 배드파더스 사이트에 신상공개
6. 양육비를 지급하기로 했다고 확인되면 즉시 신상정보 삭제

원칙적으로 제보자는 철저히 비공개한다.

## 사건

### 운영진 명예훼손 고소 사건
2018년 9월~10월 간 신상이 공개되었던 양육비 지급 미이행자 5명이 배드파더스의 대표 구본창을 정보통신망법 상 명예훼손 혐의로 고소한 사건이다. 이에 검찰은 검찰시민위원회 의견을 모아 구 씨를 벌금 300만원에 약식기소했다. 재판부는 일반적인 명예훼손 사건과 달라 ‘사정을 살펴볼 필요가 있다’며 직권으로 정식재판에 회부했다. 국민 참여 재판에 예비후보 1명 및 7명의 배심원이 참여했다. 변호인단은 배드파더스 운영 등의 사실관계 자체는 인정했으나, 비방할 목적이 아니며 공익적 목적이 더 크다는 점에서 범죄 성립 여부에 대해서는 논란의 여지가 있다고 주장했다. 배심원단은 법리적 배드파더스의 신상정보 공개는 공익에 반하지 않고 오히려 공익의 목적이 크다고 보아 전원 무죄 평결을 내렸다. 해당 재판의 항소심은 2020년 9월, 재판부의 사실적시 명예훼손에 관한 헌법재판소의 결정을 기다려 보자는 의견에 따라 잠정 중단됐다.
2021년 4월, 헌법재판소가 사실적시 명예훼손죄를 처벌할 수 있다는 결정을 내렸다.
2021년 5월, 운영진을 대표하는 구 씨는 해당 재판의 2심이 진행 중이며 지금까지 당한 소송만 스무 건이 넘는다고 말했다.
2021년 6월, 배드파더스와 유사하게 양육비 지급 미이행 부모의 신상정보를 공개하는 ‘배드파더 앤 마더스’의 강민서 대표가 2심에서 ‘사실적시에 의한 명예훼손’ 유죄를 선고받았다. 재판부에 따라 판결이 달라져 배드파더스의 판결도 뒤집힐 가능성이 적지 않다.

### 배드파더스 제보자 기소 사건
이혼 후 두 달치 양육비를 제때 지급하지 않은 양육비 지급 미이행자를 온라인 상에서 신상정보를 공개하고 헐뜯은 혐의로 기소된 피의자가 국민 참여 재판에서 벌금형을 선고받은 사건이다.
A씨는 2019년 7월 자신의 SNS 및 카카오톡 메시지 등으로 배드파더스 링크를 공유하며 양육비를 제대로 받지 못했다는 메시지를 남겼다. 전 남편은 2개월 간 양육비를 지급하지 않았으나, A씨가 지인들에게 배드파더스 등재 사실을 알린 이후 지급했다.
해당 사건의 쟁점은 '피고인에게 피해자 비방 목적이 있었는지'와 '피고인이 사회 상규에 벗어나는 행위를 했는가'였다. 배심원단 및 재판부는 카카오톡 메시지 등으로 링크를 보낸 것은 무죄이나, 페이스북 등의 SNS에 신상을 올린 것은 공익 목적이라고 보기 어렵다고 판결했다.

### 배드파더스 등재 모델 현대카드 광고 삭제 사건
2020년 6월, 1년간 양육비를 지급하지 않은 양육비 지급 미이행자가 현대카드 광고에 일반인 모델로 등장했다. 해당 지급 미이행자는 별거를 시작한 뒤로 약 2년간 아이를 만나지 않았으며, 이혼 판결 두 달 전부터는 사전처분 양육비 40만원도 지급하지 않았다. 이혼 직후 전화번호를 바꿔 연락도 할 수 없었던 양육자는 6개월 분의 양육비를 지급받지 못하자 배드파더스에 지급 미이행자의 신상과 얼굴을 공개했다. 양육자가 현대카드에 민원을 제기하자, 현대카드는 민원 접수 당일에 양육비 지급 미이행자가 나온 광고 장면을 모두 삭제했다. 이에 지급 미이행자는 양육자를 명예훼손 혐의로 고소하고 관련 내용을 보도한 언론사에 기사 삭제 및 손해배상금을 청구했다. 양육자는 2020년 10월, 미납한 양육비를 전액 지급받았다.

### 김동성 자살 시도 사건
전 쇼트트랙 국가대표 김동성이 배드파더스에 올라온 사실이 알려졌다. 2020년 3월 최초로 배드파더스에 올라간 뒤, 양육비 지급 의무를 성실히 이행하겠다 다짐하여 정보가 내려갔다. 그러나 2020년 10월, 양육비 미지급으로 김동성은 배드파더스에 다시 등재되었다.
2021년 2월 자살 시도 후 병원으로 이송됐다. 김동성의 애인은 배드파더스 등재 사실이 알려진 이후 일이 끊겨 아무것도 할 수 없으며, 우울증과 공황장애로 힘들어 한 결과 극단적인 선택을 시도했다고 밝혔다. 김동성은 이후 자녀 1인당 150만원이던 양육비를 40만원으로 감액하는 소송을 제기했다.

## 평가
배드파더스 운영자에 대한 고소, 유명인의 배드파더스 등재 등의 사건으로 양육비 미지급에 대한 사회적 관심이 증가했다. 이에 따라 양육비 미지급 및 한부모가정에 대한 지원이 사회적 문제로 대두되었다. 또한 양육비 체납과 아동학대의 연관성에 관한 논란이 제기되었다. 양육비 관련 법이 허술하며, 입법적 보완이 필요하다는 여론이 형성되었다. 2020년 12월, 양육비 이행확보 및 지원에 관한 법률 개정안의 통과에도 많은 영향을 미쳤다고 평가된다. 또한 공익을 위한 사실적시 명예훼손의 처벌 여부에 대해서도 사회적인 논의를 가져왔다. 배드파더스의 신상정보 공개는 공익성이 크다는 판단에 따라 방송통신심의위원회는 접속 차단을 기각했고, 재판부는 운영자에 무죄 판결을 내렸다.
한편으로는 국가기관이 아닌 개인들이 신상정보를 공개한다는 점에서 배드파더스를 디지털 교도소와 유사하다고 비판하는 의견이 존재한다. 방송통신위원회는 두 사안에 다른 결정을 내렸다. 권태상은 '범죄자 신상공개와 인격권'에서 양육비 미지급이 사회문제라는 점을 고려하면 공익을 위한 활동이라고 볼 수 있으나, 신상정보가 공개되는 사람의 인격권과 경중을 따지는 문제가 잔존한다고 지적했다. 덧붙여 양육비 미지급으로 인한 신상정보 공개는 인격권 침해의 정도가 크지 않으며, 양육비 문제 해결의 적합한 문제가 될 수도 있다고 제언했다.

## 같이 보기
- 양육비이행관리원
- 이혼

## 참고 문헌
1. 1 2 3 4 5 6  입력 2021.02.04 05:00 (2021년 2월 4일). “문 닫을까 말까 '배드파더스'…양육비 700건 해결 '정의의 악동'”. 2021년 4월 11일에 확인함.
2. 1 2 3 4 5  ““헌재 사실적시 명예훼손 합헌…배드파더스·미투 등 위축 우려””. 2021년 3월 1일. 2021년 4월 11일에 확인함.
3. ↑  유, 원정 (2020년 1월 16일). “양육비 안 낸 母도 있는데…왜 '배드파더스' 일까”. 노컷뉴스. 2021년 6월 25일에 확인함.
4. ↑  나경연 기자 (2018년 11월 7일). “[e기자가 만났다] 배드파더스 구본창 대표 "160억 있어도 양육비 안주는 나쁜아빠…美는 FBI가 관리"”. 이투데이. 2021년 6월 30일에 확인함.
5. ↑  “`양육비 미지급 아빠 나와라` 배드파더스, 평택 미군기지 앞 1인 시위”. 2021년 6월 24일에 확인함.
6. ↑  “'로스쿨' 류혜영의 '배드파마'로 이입해보는 명예훼손 케이스”. 2021년 5월 3일. 2021년 6월 24일에 확인함.
7. ↑  “‘로스쿨’ 실질적 법 에피소드에 시청자 호평”. 2021년 5월 3일. 2021년 6월 24일에 확인함.
8. 1 2  “낳아놓고 나 몰라라?... 부끄럽지 않습니까”. 2021년 5월 5일에 확인함.
9. ↑  “배드파더스와 디지털교도소, 이렇게 달랐다”. 2020년 9월 16일. 2021년 6월 24일에 확인함.
10. ↑  “'양육비 안주는 아빠들' 얼굴·개인정보 공개 가능…'배드파더스' 운영자 무죄”. 2020년 1월 15일. 2021년 5월 2일에 확인함.
11. 1 2  곽동건 (2021년 6월 21일). “양육비 안 준 '나쁜 부모 신상공개'…무죄였다 유죄로, 왜?”. 2021년 6월 24일에 확인함.
12. ↑  “[이런법이] "저 두 사람 불륜"…'사실' 말했는데 처벌이요?”. 2021년 6월 20일. 2021년 6월 24일에 확인함.
13. 1 2  “양육비 밀린 배드파더스 신상공개... 국민참여재판서 유죄”. 2021년 5월 2일에 확인함.
14. 1 2 3 4 5  최종수정 2020.07.08. 11:14:51, 김보경 <셜록> 기자 | 기사입력 2020 07 08 09:53:23 (2020년 7월 8일). “모델이 된 '배드마더'... 현대카드 해당 광고 삭제”. 2021년 5월 5일에 확인함.
15. 1 2  기사입력 2020.10.29. 10:37:10, 김보경 <셜록> 기자 | (2020년 10월 29일). “2000만원 요구한 '배드마더', 결국 양육비 완납”. 2021년 5월 5일에 확인함.
16. ↑  “김동성, 양육비 미지급·애인에 명품 선물 논란에 “개인 사정 있었다…끝까지 책임질 것””. 2021년 5월 2일에 확인함.
17. ↑  “김동성, 양육비 미지급·애인에 명품 선물 논란에 “개인 사정 있었다…끝까지 책임질 것””. 2021년 5월 2일에 확인함.
18. 1 2  최, 윤나 (2020년 10월 6일). “김동성, 다시 ‘배드파더스’ 등재…또 양육비 미지급”. 《동아일보》. 2021년 5월 2일에 확인함.
19. ↑  수정 2021.02.28 11:44, 입력 2021 02 28 11:31 (2021년 2월 28일). “김동성, 자택서 극단선택 시도…"병원 이송, 생명 지장 없어"”. 2021년 5월 2일에 확인함.
20. ↑  입력 2021.03.06 15:33 (2021년 3월 6일). “김동성 여친 인민정, "열심히 살아보려 했는데, 극단적 선택할 수밖에..."”. 2021년 5월 2일에 확인함.[깨진 링크(과거 내용 찾기)]
21. ↑  “김동성, 전처에 “양육비 150만→ 40만 줄여달라” 감액소송”. 2021년 5월 11일. 2021년 6월 24일에 확인함.
22. 1 2  장, 윤미 (2020). “양육비 안주는 부모, 신상공개 허용되나 - 수원지방법원 2019고합425 판결”. 《언론중재》 (언론중재위원회) 155: 94-99.
23. ↑  구, 형근; 박, 현정 (2020). “양육비 미지급과 아동학대의 상관성에 관한 법적 고찰”. 《인문사회21》 (사단법인 아시아문화학술원) 11: 445-458. OCLC 6.
24. 1 2  권, 태상 (2020). “범죄자 신상공개와 인격권”. 《미디어와 인격권》 (언론중재위원회) 6 (2): 43-79.